# Tu es Christus
Tu es Christus è un cd prodotto dalla Sony Music in collaborazione con la Multimedia San Paolo con la voce di papa Giovanni Paolo II su musiche orchestrali.
Il CD contiene nove brani con la voce del Pontefice e quattro omaggi inediti cantati da Andrea Bocelli, Plácido Domingo, The Priests, Don Marcos Pavan e Yasemin Sannino.
Stefano Mainetti e Simon Boswell hanno composto le musiche, producendo l'album insieme a Vincent Messina e don Giulio Neroni.
Tu Es Christus è un omaggio a Giovanni Paolo II pontefice simbolo della moderna cristianità.
Il cd è uscito in tutto il mondo il 29 marzo 2011.

## Tracce
1. Rorate caeli – 3:32 (The Priests)
2. Felix Caeli Porta – 4:08 (Stefano Mainetti, Yasemin Sannino, Don Marcos Pavan)
3. Cerchi Dio? – 4:58 (Nando Bonini)
4. Magister Scimus – 3:18 (Stefano Mainetti, Plácido Domingo)
5. Tutti ti cercano – 2:37 (Stefano Mainetti)
6. Attende Domine – 4:14 (Simon Boswell, Andrea Bocelli)
7. Miserere Nostri Domine – 4:16 (Simon Boswell)
8. Un si y un no – 2:31 (Stefano Mainetti)
9. Mihi Vivere Christus Est! – 2:05 (Simon Boswell)
10. Scio Cui Credidi – 2:19 (Stefano Mainetti, Yasemin Sannino)
11. Totus Tuus – 5:24 (Stefano Mainetti)
12. Beati Mundo Corde – 4:47 (Simon Boswell)
13. Rejoyce – 4:06 (Simon Boswell)